# Kreissparkasse Ostalb
Die Kreissparkasse Ostalb ist eine öffentlich-rechtliche Sparkasse mit Sitz in Aalen und Schwäbisch Gmünd in Baden-Württemberg. Ihr Geschäftsgebiet ist der Ostalbkreis.

## Organisationsstruktur
Die Kreissparkasse Ostalb ist eine Anstalt des öffentlichen Rechts. Rechtsgrundlagen sind das Sparkassengesetz für Baden-Württemberg und die durch den Verwaltungsrat der Sparkasse erlassene Satzung. Organe der Sparkasse sind der Vorstand, der Verwaltungsrat und der Kreditausschuss.
Für das Privatkundengeschäft bestehen zwei Filialdirektionen. Das Unternehmenskundengeschäft wird durch zwei Unternehmenskundenabteilungen betreut. Das Immobiliengeschäft betreibt die Tochtergesellschaft der Kreissparkasse Ostalb, die S-Immobilien Ostalb GmbH.

## Geschäftsausrichtung und Geschäftserfolg
Die Kreissparkasse Ostalb betreibt als Sparkasse das Universalbankgeschäft. Sie ist Marktführer in ihrem Geschäftsgebiet. Die Kreissparkasse Ostalb wies im Geschäftsjahr 2023 eine Bilanzsumme von 6,594 Mrd. Euro aus und verfügte über Kundeneinlagen von 4,885 Mrd. Euro. Gemäß der Sparkassenrangliste 2023 liegt sie nach Bilanzsumme auf Rang 58. Sie unterhält 56 Filialen/Selbstbedienungsstandorte und beschäftigt 891 Mitarbeiter.

## Sparkassen-Finanzgruppe
Die Kreissparkasse Ostalb ist Teil der Sparkassen-Finanzgruppe. Die Sparkasse vertreibt daher Bausparverträge der regionalen Landesbausparkasse, offene Investmentfonds der Deka und vermittelt Versicherungen der SV SparkassenVersicherung. Im Bereich des Leasings arbeitet die Kreissparkasse Ostalb mit der Deutschen Leasing zusammen. Zuständige Landesbank ist die Landesbank Baden-Württemberg. Die Landesbank fungiert unter anderem als Verrechnungsstelle für den bargeldlosen Zahlungsverkehr und dient der Anlage von Liquiditätsreserven der Kreissparkasse Ostalb.

## Geschichte der Kreissparkasse Ostalb

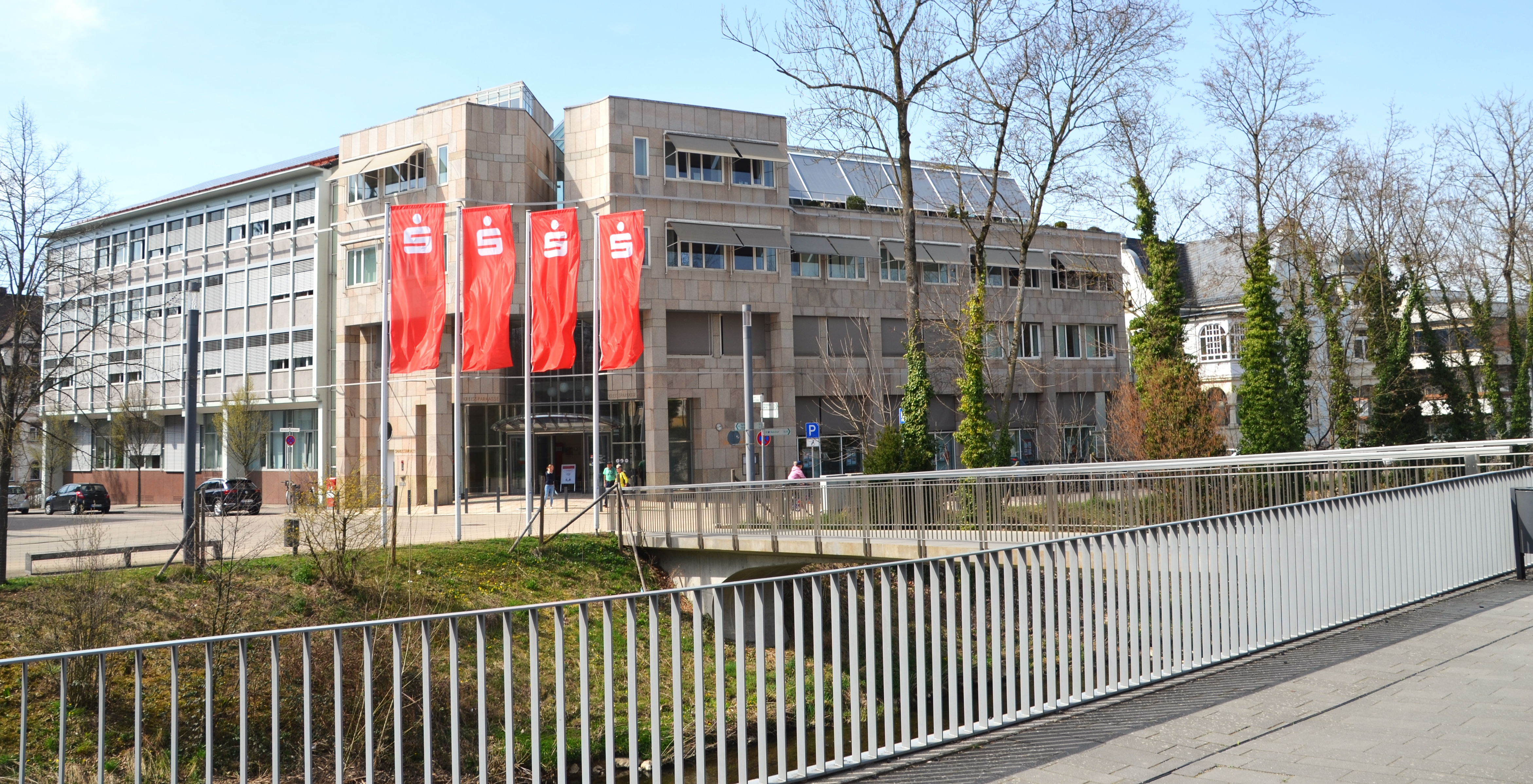
Hauptstelle in der Katharinenstraße in Schwäbisch Gmünd

### Vorgängerinstitut in Schwäbisch Gmünd
Am 17. Januar 1852 wurde die Oberamtssparkasse Schwäbisch Gmünd als privates Institut gegründet. Diese wurde acht Jahre später am 9. August 1860 in ein amtskörperschaftliches Institut umgewandelt.
Am 7. Juni 1932 wurde die unselbständige Sparkasse in eine Anstalt des öffentlichen Rechts und 19 Monate später, am 27. Januar 1934, aufgrund der württembergischen Kreisverordnung in die Kreissparkasse Schwäbisch Gmünd umgewandelt. Infolgedessen wurden an Zuständigkeitsbereichen aufgenommen beziehungsweise abgegeben:
Aufnahme von Aalen: Heuchlingen und Schechingen.

Aufnahme von Gaildorf: Eschach, Obergröningen, Ruppertshofen, Untergröningen, Vordersteinenberg.

Aufnahme von Welzheim: Alfdorf, Großdeinbach, Lorch, Pfahlbronn, Waldhausen.

Aufnahme von Göppingen: Maitis.

Abgabe an Göppingen: Reichenbach, Winzingen.

### Vorgängerinstitute im ehemaligen Landkreis Aalen

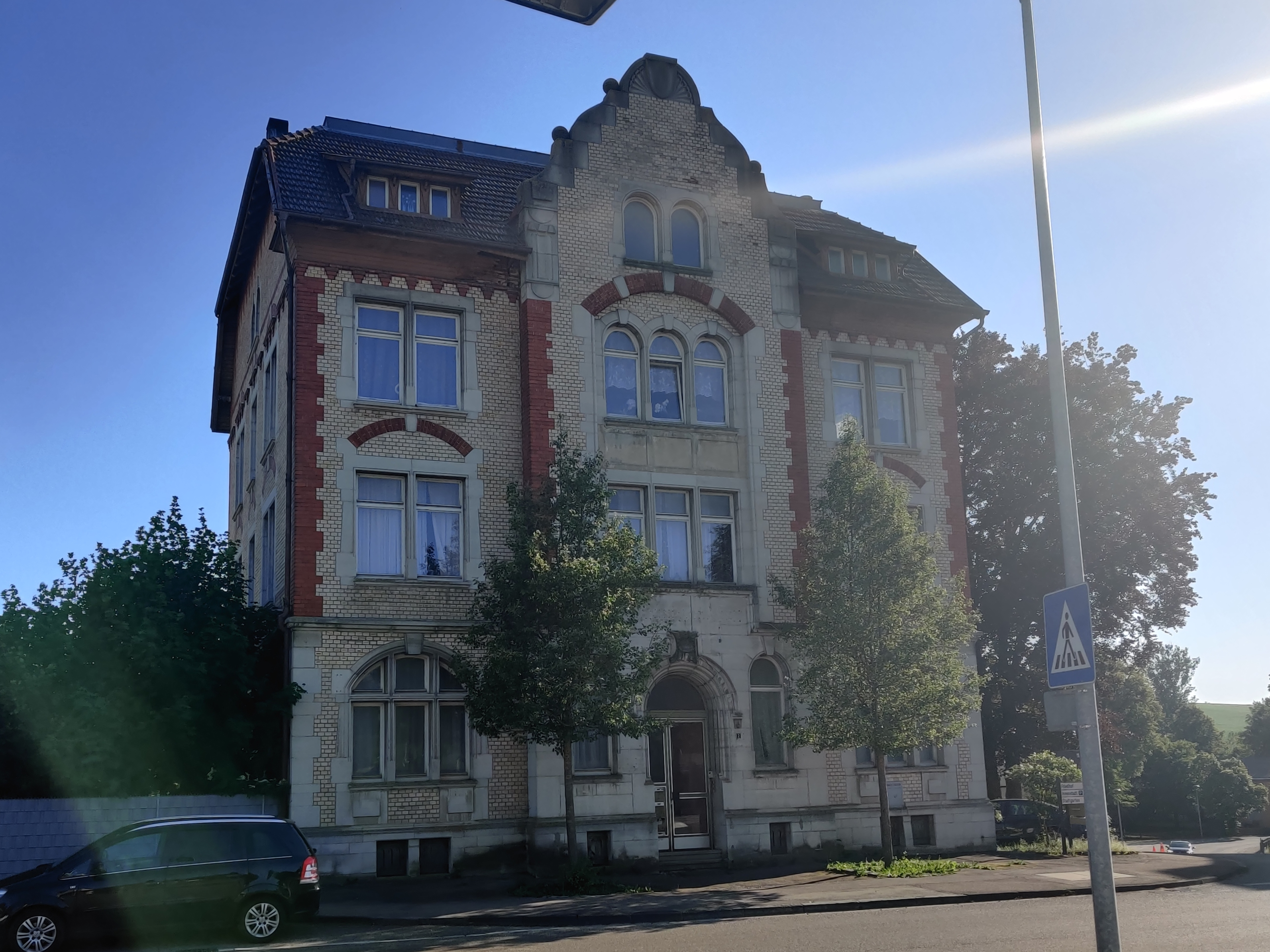
Ehemaliger Sitz der Oberamtssparkasse Neresheim

Eine Oberamtssparkasse wurde 1848 in Aalen gegründet. Diese wurde bereits 1859 aber wieder aufgelöst.
Am 2. August 1881 wurde die Oberamtsparkasse Ellwangen gegründet. Aufgrund eines Beschlusses des Oberamts Aalen vom 8. März 1882 wurde am 18. August desselben Jahres die Aalener Oberamtssparkasse neu gegründet. Am 1. Januar 1886 wurde in Neresheim eine Oberamtssparkasse gegründet.
Aufgrund der württembergischen Kreisverordnung wurden am 27. Januar 1934 alle Oberamtssparkassen in Kreissparkassen umgewandelt. Als am 25. August 1938 ein Gesetz die Landeseinteilung neu regelte und infolgedessen die bisherigen Kreise Aalen, Ellwangen und Neresheim zum Landkreis Aalen vereinigt wurden, wurde eine Kreissparkasse in Aalen neu gebildet, die Hauptzweigstellen in Ellwangen und Neresheim besaß.

### Neubildung der Kreissparkasse Ostalb
Durch das Baden-Württembergische Kreisreformgesetz wurde am 23. Juli 1971 der Ostalbkreis durch die Vereinigung der beiden Landkreise Aalen und Schwäbisch Gmünd gebildet. Dabei wurde an Waiblingen Alfdorf und an Göppingen Maitis abgegeben und dafür vom Altkreis Backnang Gschwend aufgenommen.
Am 11. Dezember 1973 beschloss der neu gebildete Kreistag des Ostalbkreises, dass eine gemeinsame Kreissparkasse Ostalb gebildet werden soll. Dies wurde zum 1. Januar 1974 durch die Fusion der beiden Sparkassen zur Kreissparkasse Ostalb mit juristischem Doppelsitz in Aalen und Schwäbisch Gmünd vollzogen. Im Jahr 1984 wurde der Hauptstellenneubau in Aalen, 1988 der Um- und Erweiterungsbau der Hauptstelle in Schwäbisch Gmünd eröffnet.
Ab 1986 ermöglichte die Kreissparkasse Ostalb auch ihren Privatkunden die Kontoführung per Internet, zunächst im BTX-Verfahren. Nach der Maueröffnung 1989 wurde die sächsische Kreissparkasse Borna partnerschaftlich bei ihrer Umstellung auf das westliche Bank- und Sparkassensystem unterstützt.
Seit 1996 bieten praktisch alle hauptamtlich besetzten Geschäftsstellen einen 24-Stunden-SB-Service, nachdem die Standorte der Geldausgabeautomaten und Kontoauszugsdrucker in den Jahren zuvor permanent ausgebaut wurden. 1997 gründete die Kreissparkasse Ostalb die Sparkassenstiftung Ostalb und stattete sie in den Folgejahren sukzessive mit einem Stiftungskapital von zuletzt 6 Mio. EUR aus (Stand 2013). 1998 wurde das Tochterunternehmen S-Immobilien Ostalb GmbH gegründet.
2002 feierte die Kreissparkasse Ostalb ihr 150-jähriges Jubiläum mit Festvorträgen der ehemaligen Bundespräsidenten Roman Herzog und Richard von Weizsäcker.
2010 gründete die Kreissparkasse Ostalb als weiteres Tochterunternehmen die S-Projektverwaltungsgesellschaft mbH.
2012 wurden folgende neue Geschäftsfelder in das Angebot aufgenommen: Corporate Finance, Betreuung Heilberufe, Private Banking und Stiftergemeinschaft. 

### Vorstandsvorsitzende der Kreissparkasse Ostalb
- 1974 bis 1975: Bernhard Strobel
- 1975 bis 1993: Siegfried Doderer
- 1993 bis 2001: Albert Häberle
- 2001 bis 2009: Johannes Werner
- 2009 bis 2017: Carl Trinkl
- 2017–2020: Andreas Götz
- seit 2020: Markus Frei

### Wirtschaftliche Entwicklung
|                           | 2010    | 2011    | 2012    | 2013    | 2014    | 2015    | 2022      |
| ------------------------- | ------- | ------- | ------- | ------- | ------- | ------- | --------- |
| Bilanzsumme (Mio. Euro)   | 4.640,5 | 4.622,8 | 4.606,6 | 4.611,2 | 4.717,8 | 4.645,5 | 6.349,552 |
| Einlagen (Mio. Euro)      | 3.359,6 | 3.217,0 | 3.277,6 | 3.339,6 | 3.449,4 | 3.463,7 | 4.783,016 |
| Kundenkredite (Mio. Euro) | 2.550,5 | 2.651,8 | 2.789,6 | 2.839,3 | 2.871,5 | 2.940,5 | 3.847,307 |
| Mitarbeiter               | 925     | 944     | 959     | 939     | 928     | 928     | 939       |